# Sidekanalblæsere
Sidekanalblæsere er volumetriske maskiner som benyttes i industrien til at producere vakuum eller trykstigninger. Maskiner af denne type ses often i forbindelse med pneumatiske transportanlæg, vandrensningsanlæg, industriovne, samt andre steder hvor der er brug for at producere tryk eller vakuum i en mindre kompressionsområde, som typisk vil ligger på max. 450 mbarA for vakuumdrift, og 1,7 barA i kompressordrift. Disse maskiner kaldes også ringkammerblæsere eller turboblæsere.
Sidekanalblæsernes konstruktion er baseret på princippet om vandrette kanaler. Et særligt designet blæserhjul tvinger indløbsluftstrømmen til at følge en spiralkanal; luftstrømmen underkastes derved gentagne accelerationer, der resulterer i opnåelse af et højt differenstryk eller –vakuum, alt afhængig af blæserens anvendelse. 
En enestående egenskab ved denne blæser er, at den fremførte luft- eller gasstrøm altid forbliver ren og fri for olie. 
Støjniveauet vil normalt ligge omkring ca. 70 dBA, så der behøves i de fleste tilfælde ingen lydkappe, og der forekommer praktisk talt ingen vibrationer. 
Da blæserne kan monteres i alle positioner, er de lette at omgås, når det indbyggede system skal designes, hvilket giver 
ingeniører den fornødne fleksibilitet i deres arbejde. 
Denne slags blæsere anvendes normalt i: 
- Pneumatiske transportsystemer
- Spildevandsbehandlingsanlæg
- Tekstilindustrien
- Pakkesystemer
- Professionelt rengøringsudstyr
- Industrielle vakuumsystemer,

og andre områder, hvor der er brug for rene luft- og gasstrømme. 